# Campanha presidencial de Joe Biden em 2024
A campanha presidencial de Joe Biden em 2024 foi anunciada em 25 de abril de 2023, tendo como companheira de chapa sua atual Vice-presidente Kamala Harris. Joe Biden serviu como Vice-presidente durante a presidência de Barack Obama (2009-2017) e havia sido anteriormente Senador pelo estado de Delaware (de 1973 a 2009). No cenário de uma eventual reeleição ao cargo presidencial, Biden (nascido em 1942) se tornaria a pessoa mais idosa a assumir a presidência dos Estados Unidos.
Em maio de 2021, o chefe de gabinete Ron Klain sugeriu que a Administração Biden estaria "antecipando a eleição geral" contra Donald Trump, seu antecessor no cargo e cuja presidência durou de 2017 a 2020, quando foi derrotado nas eleições presidenciais daquele ano. Para Klain, Trump seria então um presumível adversário de Biden nas eleições seguintes. Em novembro do mesmo ano, diante de uma série de resultados medianos em pesquisas de intenção de votos, a Casa Branca reiterou a intenção de Biden de concorrer a uma reeleição, seguindo uma forte tradição presidencial norte-americana. Em março de 2022, Biden afirmou que "teria sorte se tivesse 'aquele homem' concorrendo contra mim" em uma referência direta às especulações sobre uma possível candidatura de Trump.
Inicialmente, Biden insistiu que permaneceria como candidato apesar dos apelos para desistir. Em 21 de julho de 2024, Joe Biden encerrou sua campanha de reeleição e endossou Kamala Harris.

## Antecedentes

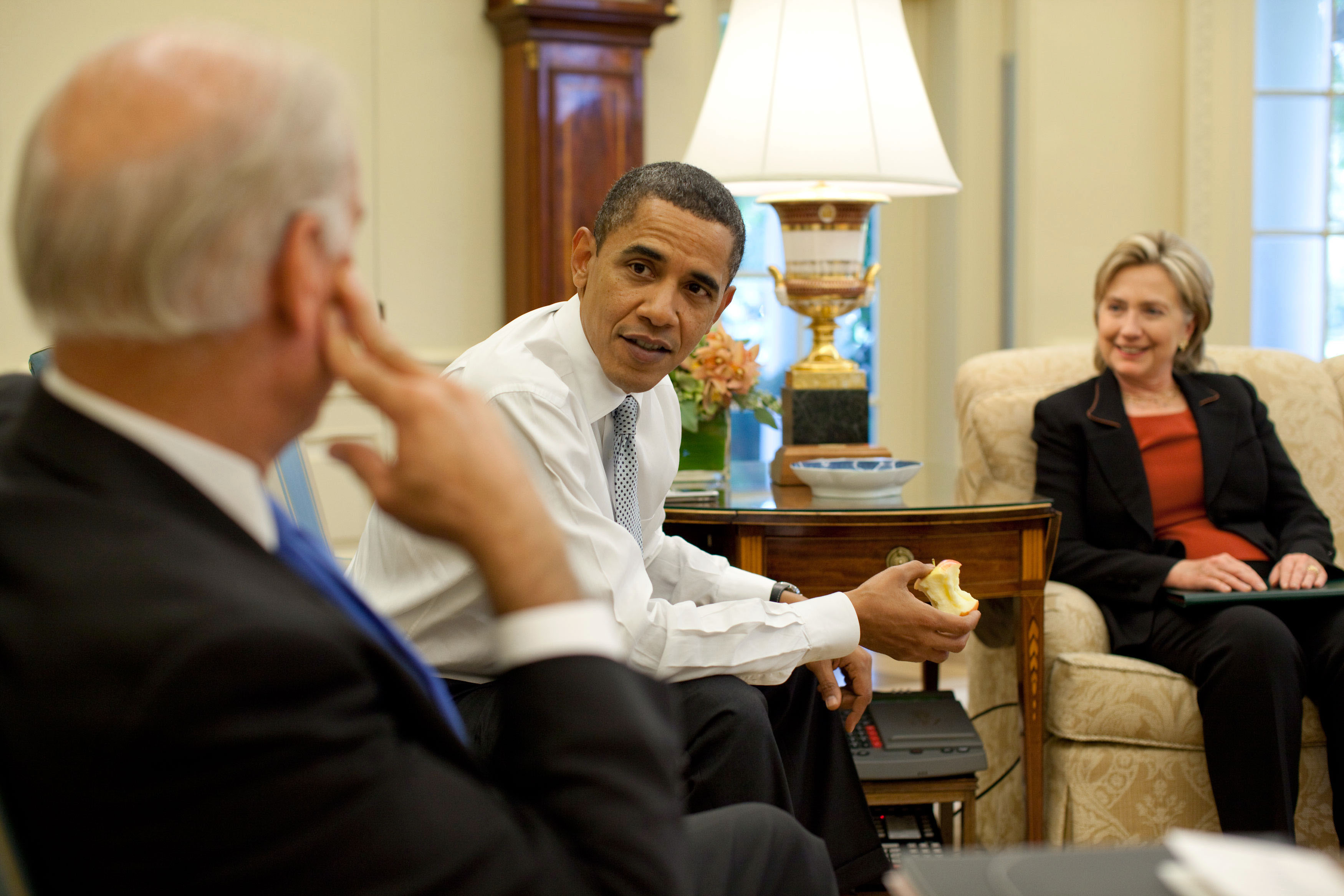
Joe Biden e Hillary Clinton (à direita) foram concorrentes de Barack Obama (ao centro) nas Primárias Democratas de 2008. Posteriormente, ambos passaram a integrar Gabinete Obama em 2009.

A campanha presidencial de Biden em 2024 é sua quarta candidatura a Presidente dos Estados Unidos, sendo a primeira em que ele é incumbente no cargo buscando uma reeleição. A primeira campanha de Biden ocorreu em nas primárias do Partido Democrata de 1988, quando foi considerado um dos principais candidatos. No entanto, jornais revelaram uma tentativa de plágio por parte de Biden nos registros escolares e discursos, um escândalo que acarretou em sua desistência da disputa eleitoral em setembro de 1987.
Biden lançou uma nova candidatura nas primárias do Partido Democrata em 2008, durante as quais defendeu medidas mais enérgicas e efetivas quando à então Guerra do Iraque através de um sistema mais abrangente de federalização. Assim como em sua primeira campanha, Biden não conseguiu novamente os votos suficientes para ser o candidato oficial do partido. Biden retirou-se da corrida presidencial em 3 de janeiro de 2008 após seu fraco desempenho nas eleições primárias em Iowa. Posteriormente, o ex-senador Barack Obama o selecionou para compor sua chapa eleitoral como Vice-presidente e ambos venceram a eleição presidencial de 2008. Obama e Biden foram empossados presidente e vice-presidente, respectivamente, em 20 de janeiro de 2009. A chapa foi reeleita em 2012, derrotando os candidatos Republicanos Mitt Romney e Paul Ryan e permaneceram na Casa Branca até 2017.

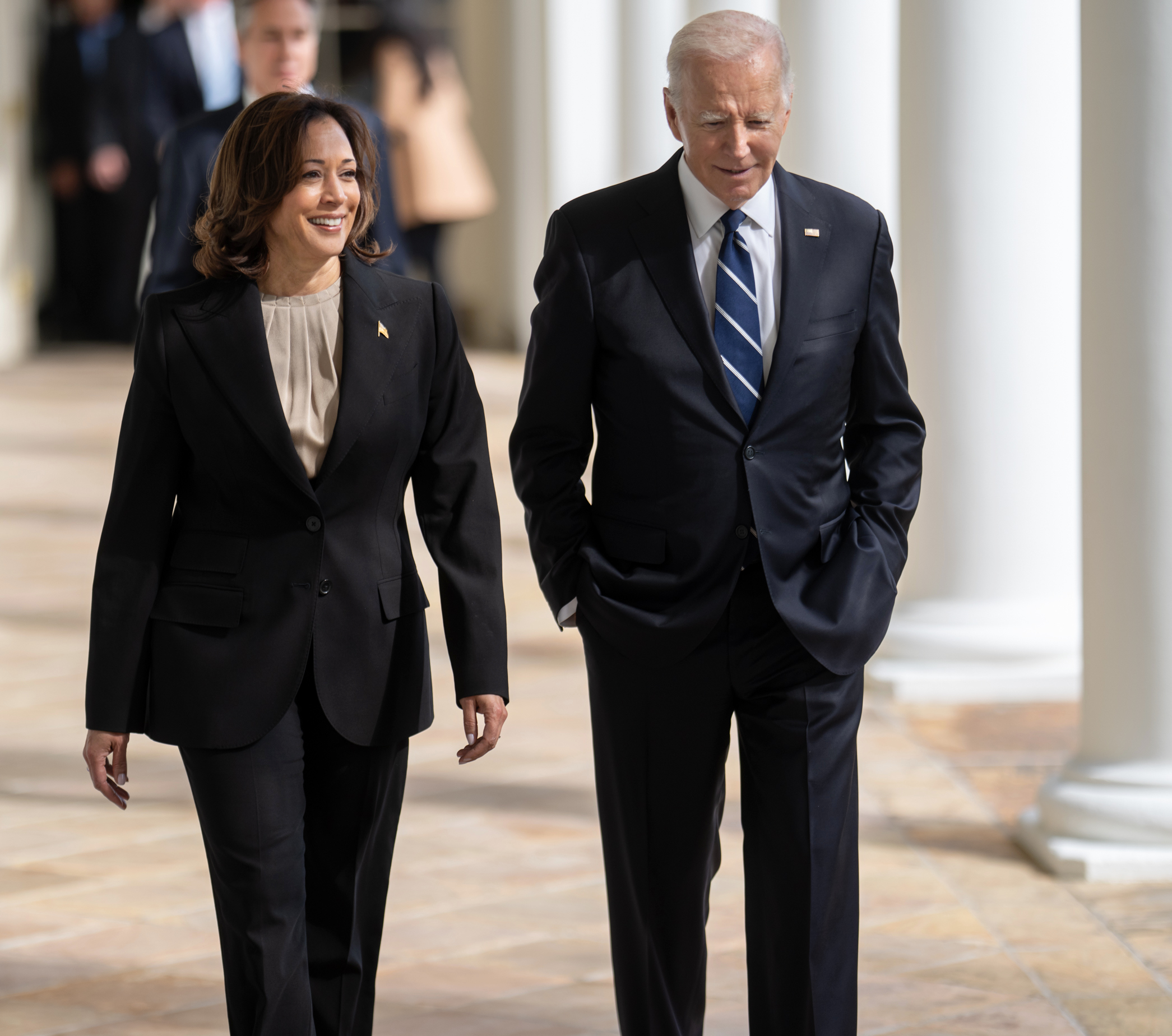
Biden e a Vice-presidente Kamala Harris na Casa Branca, em 2023. Após o baixo desempenho de Biden nas pesquisas de intenções de votos, Harris foi frequentemente considerada uma possível substituta na eleição presidencial.

A terceira campanha presidencial de Biden foi lançada em 25 de abril de 2019 através de um vídeo divulgado nas redes sociais oficiais do candidato. Ao longo de sua campanha eleitoral à Casa Branca, Biden focou seu discurso em reunificar as diversas esferas da sociedade estadunidense mediante à crescente polarização política, retirar tropas estadunidenses do Afeganistão e promover um maior apoio do Governo Federal aos cidadãos de baixa renda, entre outras medidas. Com mais de 80 milhões de votos, Biden venceu Trump na eleição presidencial de 2020, tornando-se o candidato a receber maior quantidade de votos em toda a história presidencial estadunidense. Segundo o jornal Politico, Biden havia recusado qualquer proposta de concorrer apenas ao primeiro mandato e desistir de uma eventual reeleição.
No dia do anúncio de sua campanha à reeleição, uma pesquisa realizada pelo programa televisivo jornalístico PBS NewsHour em parceria com a National Public Radio e agência de pesquisas Marist Poll relevou que a taxa de aprovação de Biden era de 41% enquanto a taxa de desaprovação era de 50%. Uma pesquisa realizada pelo programa CBS News no mesmo período também concluiu o resultado de 41% para as taxas de aprovação do governo Biden enquanto a Vice-presidente Kamala Harris possuía taxa de aprovação de 43%. Segundo esta pesquisa realizada pela CBS, cerca de 72% do eleitorado consultado considerava que o país estaria "fora de controle" e que grande parte dos que sustentavam esta visão responsabilizam Biden pelo quadro político-econômico dos Estados Unidos.

## Desistência

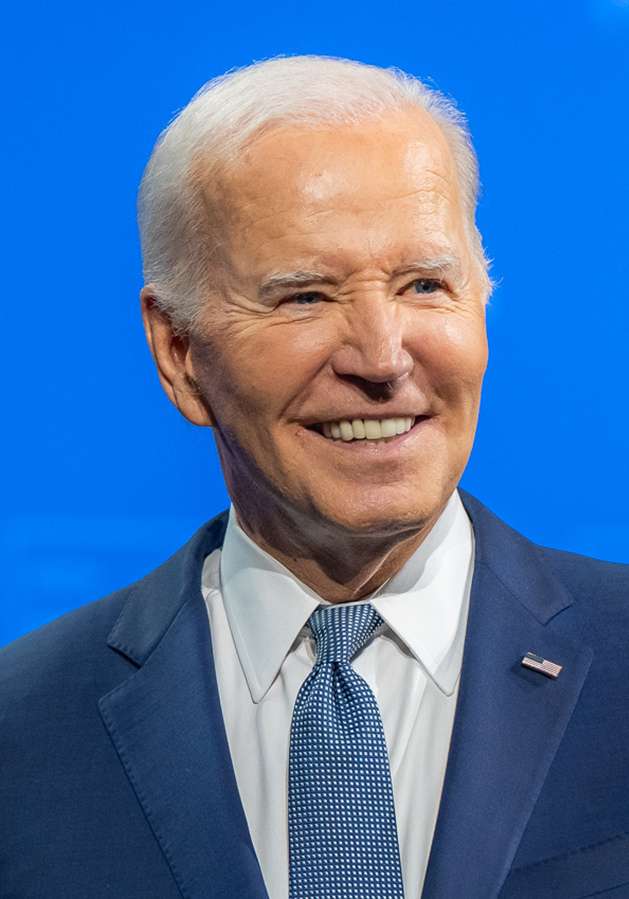
Biden após discursar na Convenção Nacional da NAACP, em julho de 2024.

Desde o início de seu mandato presidencial em 2021, Biden enfrentou críticas de líderes da oposição relativas à sua condição de saúde física e mental e habilidade para assumir os encargos do cargo de Presidente. Em meados de 2024, membros do Partido Democrata passaram a endossar um forte clamor público para que Biden desistisse de sua campanha presidencial alegando principalmente preocupações sobre sua idade e saúde, seu baixo desempenho nas pesquisas eleitorais e suas taxas de aprovação historicamente baixas. Em eventos de sua campanha presidencial em 2020, Biden descreveu-se como "um candidato ponte", criando uma imagem subjetiva de que não disputaria uma reeleição. À data de sua posse presidencial em 20 de janeiro de 2021, Biden tornou-se o indivíduo mais idoso a assumir o governo norte-americano. Os jornalistas políticos James Carville e Ezra Klein foram alguns dos primeiros apoiadores de Biden a defender a ideia de sua eventual desistência eleitoral. Por outro lado, a Vice-presidente Kamala Harris e os governadores estaduais Gavin Newsom (da Califórnia), Jared Polis (do Colorado), J. B. Pritzker (do Illinois), Josh Shapiro (da Pensilvânia) e Gretchen Whitmer (do Michigan) estão entre os mais cotados e frequentemente citados como possíveis substitutos de uma campanha do Partido Democrata. Biden manteve sua intenção em disputar a eleição durante um longo período de meses mesmo após a intensificação da oposição. Em fevereiro de 2024, Jaime Harrison, presidente do Comitê Nacional Democrata, considerou a ideia de substituir Biden como "certamente insana". Em março de 2024, um grande grupo de lideranças Democratas manteve seu apoio a Biden, especialmente após seu Discurso sobre o Estado da União.
Após uma performance criticada no primeiro debate presidencial contra Donald Trump, realizado pela CNN em 27 de junho, as lideranças Democratas no Congresso dos Estados Unidos passaram a pedir publicamente a desistência de Biden. Por outro lado, outros Democratas proeminentes como Barack Obama, Bill Clinton, Bernie Sanders, Tammy Duckworth e Chris Coons não expressaram oposição à uma possível reeleição de Biden. Outros Democratas influentes e os editoriais dos jornais The New York Times, The Boston Globe, Chicago Tribune, The New Yorker e The Economist também sugeriram a Biden que suspendesse definitivamente sua campanha presidencial.